# 開原縣
開原縣，位於遼寧省東北部，遼河中游左岸。現改置開原市。

## 沿革[1]
- 元太宗七年(1235年)，在黑龍江境內設置開元萬戶府，後治所移到黃龍府。
- 元成宗元貞二年(1286年)改開元萬戶府為開元路。
- 明洪武二十一年(1388年)，開原路治所又移到咸平府，並改元為原，「開原」名稱由此而來。後在此地設三萬衛、遼海衛、安樂州。
- 清康熙三年(1664年)撤銷三萬衛，置開原縣，屬奉天省。
- 民國初屬奉天省遼瀋道。後屬遼西省。1954年劃歸遼寧省。
- 1988年12月，改置開原市